# Alabama – Quassarte Tribal Town
La réserve indienne de Alabama-Quassarte Creeks est à la fois une tribu amérindienne reconnue au niveau fédéral, et un territoire traditionnel des peuples Muskogean de l'Alabama et des peuples Coushatta (également connu sous le nom Quassarte). Leurs langues traditionnelles incluent l’Alabama, le Koasati et le Mvskoke. 
En 2014, la tribu comptait 369 membres inscrits, tous résidents dans l'État d' Oklahoma. 
Les tribus Coushatta reconnues par le gouvernement fédéral sont la tribu Coushatta de la Louisiane et la Réserve indienne d'Alabama-Coushatta du Texas, ainsi que les deux autres réserves tribales de Muscogees reconnues par le gouvernement fédéral et une quarantaine de villes tribales, ou talwa, qui restent inscrites dans la nation de Muscogee Creek.

## Gouvernement
La réserve indienne de Alabama-Quassarte Creeks est basée à Wetumka, dans l'Oklahoma. Sa zone juridictionnelle tribale, par opposition à une réserve, couvre les comtés de Creek, Hughes, McIntosh, Muskogee, Okfuskee, Okmulgee, Rogers, Seminole, Tulsa et Waggoner dans l’Oklahoma.
La réserve indienne de Alabama-Quassarte Creeks est régie par un chef, un second chef, un secrétaire, un orateur, un avocat, le président du comité directeur et le comité directeur lui-même, composé de douze membres élus. Tarpie Yargee est le chef élu, qui remplit actuellement un mandat de quatre ans (2013-2017).
L'inscription tribale est basée sur la descendance linéaire de 1890 à 1895. Il ne nécessite pas un minimum de sang. 
La réserve entretient des relations étroites avec la nation de Muscogee Creek et relève de la compétence de leurs tribunaux tribaux. Certains membres sont inscrits à la fois dans la nation Muscogee.

## Histoire
Les Quassarte et l’Alabama étaient à l’origine deux tribus distinctes qui vivaient toutes les deux sur les rives de la rivière Alabama, de Mobile (Alabama) à la partie supérieure de la rivière. La rivière et l'État sont nommés d'après l'Alabama. Les Quassarte sont également connus sous le nom de Coushatta ou Koasati, dans leur propre langue.
Les deux tribus partageaient de nombreuses similitudes dans leur langue et leur culture, étant donné qu'elles parlaient toutes deux le muskogean. Au début du XVIIe siècle, après un conflit avec les colons français, les tribus formèrent une alliance. Ils se sont mariés librement et sont devenus des partenaires commerciaux actifs. En 1763, les deux tribus ont rejoint la Confédération de la nation Muscogee (également appelée Confédération du ruisseau). 
Avant le départ des habitants de Muscogee Creek d’Alabama dans les années 1830, la Confédération de la nation Muscogee comptait plus de 44 villes tribales différentes. Les peuples de l'Alabama et de Quassarte constituaient six à huit de ces villes. Face à l’empiétement croissant des colons américano-européens, certains des peuples Quassarte et Alabama s’installèrent en Louisiane et au Texas à la fin du XVIIIe siècle et au début du XIXe siècle. Ces émigrés et leurs descendants ont formé ce qui est aujourd'hui la tribu Coushatta de la Louisiane et la tribu Alabama – Coushatta du Texas, reconnues par le gouvernement fédéral.
Ceux qui sont restés en Alabama ont uni leurs forces et sont devenus une seule ville. La Indian Removal Act de 1830 a forcé la ville tribale, ainsi que le reste des Muscogee, à se rendre dans un territoire indien à l’ouest du fleuve Mississippi. Ils s'installèrent dans ce qui allait devenir les comtés de Hughes, McIntosh, Okfuskee et Seminole. Le Dawes Allotment Act de 1887 et le Curtis Act de 1898, destinés à accroître l'assimilation, prévoyaient l'attribution de terres à des ménages individuels à partir des terres de réserve communales et la vente du "surplus" ; en outre, il a fallu éteindre les gouvernements et les tribunaux tribaux. Le bureau des affaires indiennes a joué un rôle accru dans les réserves.
La ville tribale Alabama – Quassarte a conservé son identité culturelle. Il a pratiqué des danses et des croyances traditionnelles sur les terrains de cérémonie de l'Alabama, près de Wetumka. D'autres peuples autochtones américains ont également survécu sur le plan culturel et ont préservé leurs pratiques religieuses. La ville a saisi l'occasion offerte par la loi de 1934 sur la réorganisation des Indiens sous l'administration du président Franklin D. Roosevelt et par la loi de 1936 sur l'Oklahoma Indian Welfare Act de constituer un gouvernement. Elle s'est organisée en avril 1939 en une tribu distincte reconnue par le gouvernement fédéral. En raison de sa relation historique avec la nation Muscogee Creek, qui est devenue reconnue par le gouvernement fédéral en 1972, les membres d'une tribu peuvent conserver la double citoyenneté dans les deux tribus.